# Marcel Rigollot
Marcel Jérôme Rigollot (Doullens, 30 de septiembre de 1786  - Amiens, 29 de diciembre de 1854) fue un médico y erudito francés. Encarna la imagen emblemática de médico provincial y erudito del siglo XIX.

## Biografía

### Un médico del Gran Ejército
Era hijo de un médico de Amiens, comenzó la carrera de medicina a los diecisiete años.
Estudió en la Escuela Central de Amiens. En 1803, fue a París para continuar allí la carrera de medicina y pronto fue empleado en el hospital militar de esta ciudad, como ayudante de cirujano. En 1806, se adjuntó con la misma calidad a una unidad militar. Recibió el doctorado en medicina en 1809, vuelve a Amiens en 1810, para ejercer allí su oficio, pero en 1813, fue llamado a la Grande Armée, e hizo allí, como médico ordinario o de primera clase, el servicio de los hospitales de Görlitz, Waldheim y Dresde. Después de la fatal retirada de Leipsic, fue empleado en Mayence, en el momento en que la epidemia de tifus era más mortífera en el Hospital de Aduanas dejando sentir sus mayores estragos. Durante la campaña de Francia, en 1814, estuvo adscrito a los hospitales de Metz, Château-Thierry y Meaux, sin cesar en su servicio hasta que el cuerpo de ejército del que formaba parte retrocedió sobre París y apoyó el asedio de la capital. Durante su servicio en las fuerzas armadas, fue nombrado médico del depósito de mendicidad en el departamento de Somme y llamado, en 1820, a las funciones de médico ordinario del Hôtel-Dieu de Amiens, y profesor de materia médica y terapia en la escuela de medicina de la ciudad. Por esta época recibió el título de miembro correspondiente de la real academia de medicina de París, que añadió al de miembro de la sociedad médica y de la academia de Amiens que ya contaba.

### Un ciudadano comprometido
Se involucró en la vida pública y se convirtió en miembro del consejo municipal de Amiens en 1830. También fue miembro de la comisión de prisiones, del comité distrital de educación primaria y de la comisión supervisora de la escuela normal primaria. Finalmente, había sido miembro del consejo de salud desde su creación.
Rigollot también se preocupó por desarrollar las artes y las letras en su pueblo. Fue uno de los fundadores, en 1836, de la sociedad de arqueología del departamento de Somme (futura sociedad de anticuarios de Picardía), de la que fue el primer presidente. Obtuvo de Napoleón III la cesión de los terrenos del arsenal donde se erigió el Museo de Napoleón (hoy Museo de Picardía ). También fue miembro de la Academia de Ciencias, Letras y Artes de Amiens.

### Un erudito, historiador del arte.

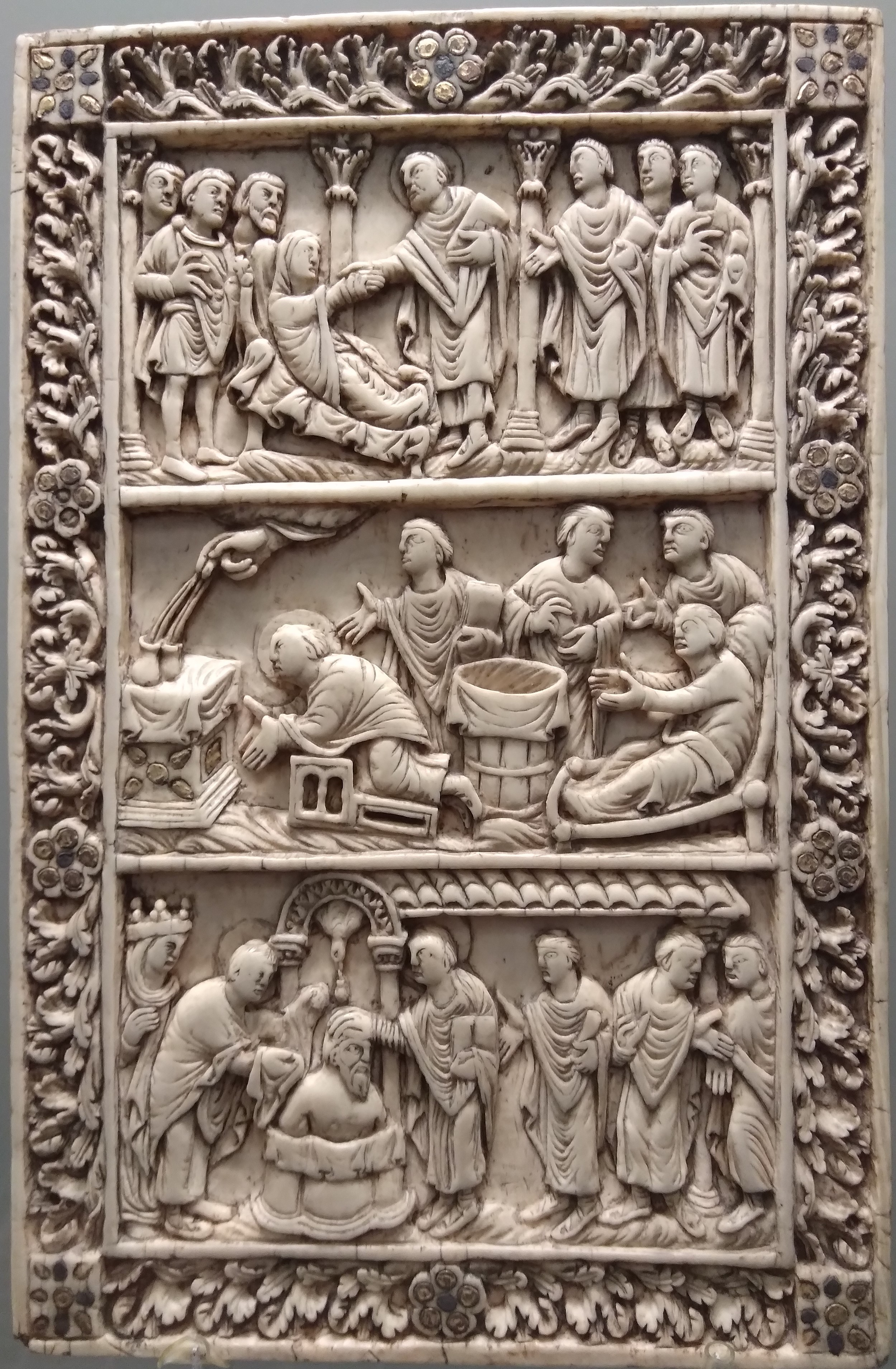
Marfil tallado (siglo IX), los Milagros de San Remi, legado por MJ Rigollot al Musée de Picardie.

La arqueología era uno de sus campos favoritos. Participa, siguiendo la estela de Boucher de Perthes, en los primeros trabajos sobre la industria lítica del yacimiento prehistórico de Saint-Acheul mediante el estudio de las hachas de sílex encontradas en este lugar.
La numismática medieval fue otra área de investigación para él, particularmente sobre las monedas”obispos e inocentes ".
Su obra principal, sin embargo, fue su Essai historique sur les arts du dessin en Picardie depuis l’époque romaine jusqu’au, acompañado de un atlas de láminas realizado por los hermanos Duthoit.
Además, Rigollot se dedicó a recopilar el catálogo de las obras de Leonardo da Vinci.
Sus obras, que aún son actualmente válidas, le permitieron ser nombrado miembro correspondiente del comité histórico cerca del Ministerio de Instrucción Pública, de la Real Sociedad de Anticuarios de Francia, de las del Oeste y de Morinie, de las academias de Rouen, Arras, Abbeville, Saint-Quentin y Blois.

## Homenaje y reconocimientos
- En 1849, fue nombrado Caballero de la Legión de Honor.
- Una calle de Amiens lleva su nombre.

## Obras

### Historia
- Monnaies inconnues des évêques, des innocens, des fous et de quelques autres associations singulières du même temps en Google Libros, Merlin, Paris, 1837, in-8° (ouvrage le plus important);
- Essai historique sur les arts du dessin en Picardie jusqu'au XVIe siècle (1840);
- Recherches historiques sur les peuples de la race teutonique qui envahirent les Gaules au Ve siècle (1850);
- Articles insérés dans la Revue encyclopédique et la Revue numismatique.
- Mémoires sur l’ancienne ville des Gaules qui a porté le nom de Samarobriva, Amiens, (1826-1827, in-8°);
- Les Œuvres d’art de la confrérie de Notre-Dame du puy d’Amiens [reprise des travaux de Rigollot, publiés par A. Breuil], Amiens, 1858;
- Notice sur une feuille de diptyque d'ivoire représentant le baptême de Clovis, in-8°, Amiens 1832;
- Discours sur les Académies et un Essai sur une monnaie d'or frappée sous les Mérovingiens et portant le nom de l'église Saint-Martin-aux-Jumeaux d'Amiens, imprimés dans le premier volume des mémoires de l'académie d'Amiens, publié en 1835.
- Mémoires sur l’ancienne ville des Gaules qui a porté le nom de Samarobriva. Amiens : Caron Duquenne, 1826-1827.
- Notice sur une feuille de diptyque d’ivoire représentant le baptême de Clovis. Amiens : imprimerie de J. Boudon-Caron, 1832.
- Essai historique sur l’art du dessin en Picardie, depuis l’époque romaine jusqu’au XVIe siècle. Amiens : Caron, 1840.
- Catalogue des œuvres de Léonard de Vinci. Paris: Dumoulin, 1849.
- Essai sur le Giorgion. Amiens : Duval et Herment, 1852.
- Les Œuvres d’art de la confrérie de Notre-Dame du Puy d’Amiens [reprise des travaux de Rigollot, publiés par A. Breuil]. Amiens : imprimerie de Duval & Herment, 1858.
- Essai sur une monnaie d’or frappée sous les mérovingiens, et portant le nom de l’église de Saint-Martin-aux-Jumeaux d’Amiens. Mémoires de l’Académie d’Amiens, t. I, 1835.
- «Essai sur le manuscrit de Froissart de la bibliothèque d’Amiens, et en particulier sur le récit de la bataille de Crécy». Mémoires de la Société des antiquaires de Picardie, t. III, 1840, p. 131-184.
- Notice sur une découverte de monnaies picardes du XIe siècle, recueillies et décrites par Fernand Mallet et le Dr Rigollot ». Mémoires de la Société des antiquaires de Picardie, 1841, p. 5-83.
- Notice sur une sépulture romaine découverte sur le territoire de la ville d’Amiens. Bulletins de la Société des antiquaires de Picardie, t. V, 1853-1855, p. 346-349.

### Historia de la medicina
- Sobre la historia de los establecimientos dedicados a la educación médica en Amiens . Discurso pronunciado para el inicio de la escuela preparatoria de medicina y farmacia en Amiens en 1843-1844. Imprenta Amiens, Duval y Serment, 1843.
- Esquema de la Historia de la Terapéutica y Materia Médica en el Siglo XIX . Amiens, Caron y Lambert, 1853.[1]